# Мордехай Зейра
Мордехай Зейра (івр. מרדכי זעירא, уроджений Дмитро Гребень; 6 липня 1905, Київ, Російська імперія — 1 серпня 1968) — ізраїльський композитор, автор пісень. Писав мелодії для знаних поетів й авторів пісень, зокрема Яакова Орланда, Натана Альтермана, Аарона Ашмана та Олександра Пенна. Його твори виконують і сьогодні, у сучасній обробці.

## Біографія
Народився як Дмитро Марк (Мітя) Гребень у Києві Російської імперії (нині Україна). Навчався на механіка в Київській політехніці, але не маючи достатньо коштів на життя залишив навчання після двох семестрів і зайнявся пошиттям взуття. 1924 року його заарештували за участь у сіоністському молодіжному русі Га-Шомер га-цаїр, але отримав дозвіл на виїзд із Радянського Союзу й емігрував до Ізраїлю у 19 років.
В Ізраїлі приєднався до кібуцу Афікім (тоді називався «Кібуц Хашомер Хатцаїр СРСР») поблизу Явнееля. Учасники кібуцу влаштували виставу єврейської опери «Кармела». Оркестром, до складу якого входили концертина і гребінь, керував Зейра, який був талановитим у грі на гребінцях.
За кілька місяців гурт переїхав до Афули та влаштував нове шоу «Блакитна сорочка», в якому перша пісня Зейри (текст) мала таку ж назву, і набула широкої популярності серед соціалістичних молодіжних рухів в Ізраїлі. Моше Галеві, засновник театру Охель, переконав Зейру переїхати до Тель-Авіва та вивчати акторську майстерність. 1927 року Зейра залишив навчання на актора та почав вивчати композицію, головно у музикознавців Шломо Розовського та Девіда Шора. Його рішення перейти від навчання акторській майстерності до вивчення музики було прийнято після його зустрічі з композитором Йоелем Енгелем у театрі Охель.
Після смерті Енгеля у 1927 році Зейра підтримував зв'язок з композитором Шломо Росовським, який також написав музику для того ж театру («Яаков і Рахіль»). Потім працював на заводах Мертвого моря і близько року їздив на вихідні в Єрусалим до будинку Розовського, вчитися у нього. Натомість Зейра копіював для нього ноти з метою дослідження біблійних кантиляційних нот, написаних композитором у той час.
За заохочення Розовського Зейра познайомився з музикою різних єврейських конфесій в Єрусалимі, щоб пізнати «джерела» єврейської музики, з яких він черпатиме в майбутньому. Крім того, він також навчався у професора Девіда Шора — на публічних лекціях і приватних уроках, які професор, який помітив його таланти та знав про його матеріальне становище, давав йому безплатно, у себе вдома.
1927 року він познайомився із Сарою Гутман, студенткою Педагогічного коледжу імені Левінскі: вони разом співали в хорі Менаше Рабіни «Бейт ХаЛевіїм» у Тель-Авіві. Вони почали зустрічатися і у січні 1933 року одружилися в Кфар-Віткіні. 1935 року у них народився єдиний син Юваль.
1928 року разом з Іцхаком Шанхаром видав збірку пісень для, у якій Шанхар автор текстів, а Зейра — мелодій. Зейра вбачив у цьому дебют своєї композиторської діяльності. Того ж року він змінив своє прізвище на «Зейра» через низький зріст за порадою письменника Аарона Ашмана.
З кінця 1933 року заробляв на життя, працюючи в Електричній компанії Ізраїлю, спочатку контролером, а після серцевого нападу перевівся в бухгалтерію. Він написав і склав пісню «Мережева пісня» («Hazaken Me- Naharayim») про Петра Ротенберга. 1966 року вийшов на пенсію.
Під час Другої світової війни вступив на службу до британської армії, був одним із засновників гурту «Me'ein Zeh» Єврейської бригади у складі британської армії та написав деякі з пісень, серед яких «Шалечет» («Глибока печаль в очах»). Дорогою до Єгипту також написав слова «Шир ха-Ходая», а потім і мелодію.
Зейра слідкував за подіями в Ізраїлі, і деякі його пісні є відгуками в реальному часі на те, що відбувалося. Наприклад, його вірш «П'ятеро залишили, щоб побудувати батьківщину» є відповіддю на вбивство п'ятьох євреїв арабськими повстанцями, на їхню честь назвали кібуц Маале Га-Гаміша. Його знаменита пісня «Layla Layla» була створена в один із днів комендантської години британського правління. Зейра написав музику до двох пісень Олександра Пенна в пам'ять про Олександра Зайду.
Через рік після смерті Зайди, він склав пісню «Zaid's song» («Once and more»), а через два роки — «Adama Admati» (помилково вважається, що ця пісня була створена за рік після смерті).
Ще одна знана пісня, написана ним з його другом Орландом, — «Shir Same'ah», створена після різанини в Маале Акрабімі у 1954 році терористами з Йорданії. Вони зустрілися в клубі в Тель-Авіві з прем'єр-міністром Моше Шаретом, який закликав їх написати пісню, яка б розвіяла пригнічену атмосферу, яка панувала в Ізраїлі після вбивства, пісня була написана негайно і стала дуже популярна у ті роки.
У піснях Зейри відчувається злиття Сходу і Заходу, але в піснях виділяється інтонація хасидського співака, яку він підхопив у дитинстві з дому, а також вплив російської музики. Успіх його пісень пояснюється тим, що вони запам'ятовуються, але водночас мають цікавий поетичний розвиток і мелодійність. Його творчість була високо оцінена за що його називали «трубадур єврейського співака».

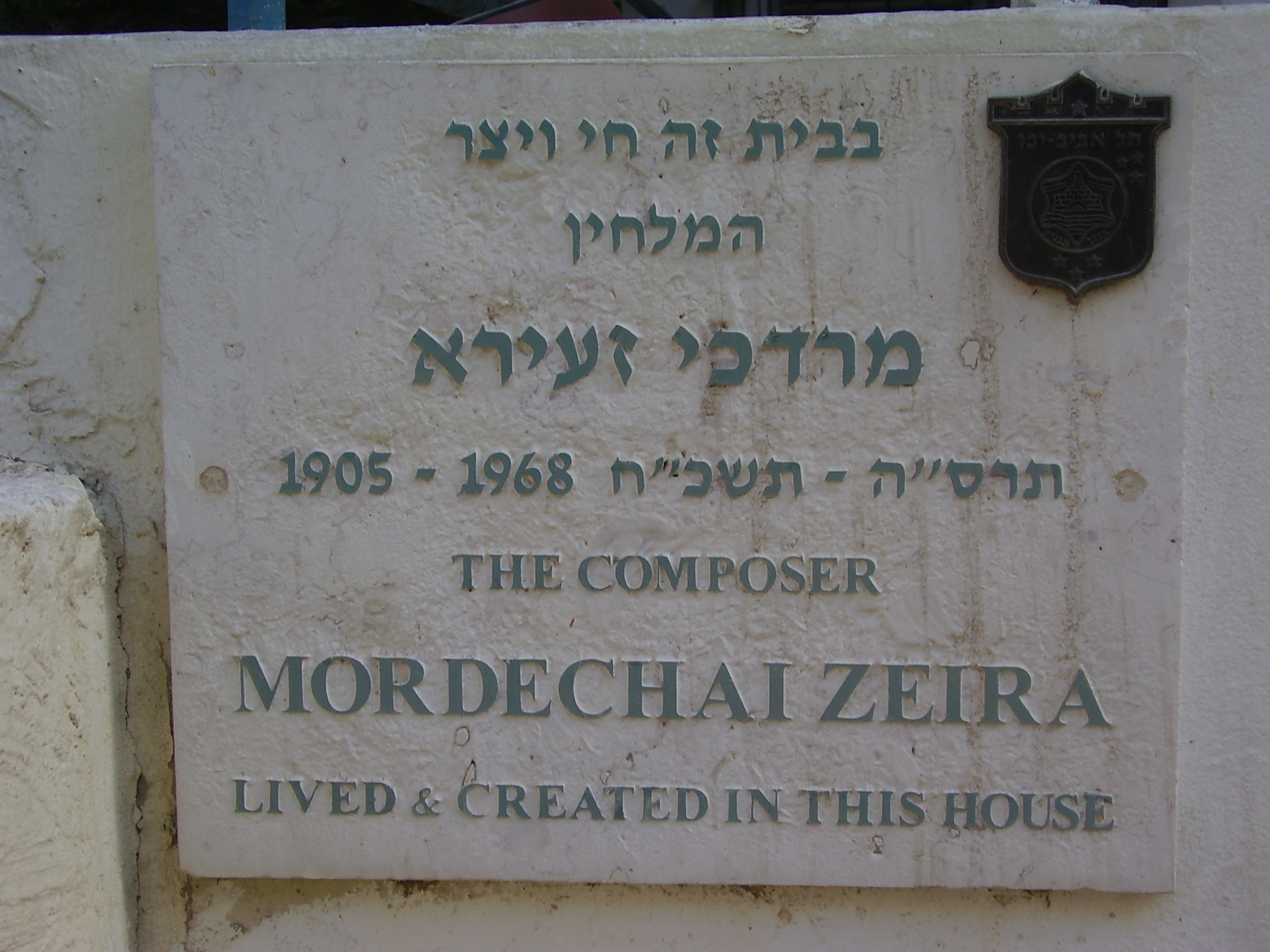
Меморіальна дошка на будинку композитора Мордехая Зейри в Тель-Авіві

Коли його запитали, як він писав свої вірші, він відповів: «Я люблю поезію і читаю багато віршів, повторюю і читаю їх. І бувають моменти, коли, читаючи окремий вірш, щось раптово вібрує в моєму серці. Тож мелодія посіяна і починається її „проростання“, яке може тривати годинами, днями, місяцями і навіть роками — поки пісня не з'явиться і не піде у світ».
Помер від серцевого нападу у 1968 році і був похований на цвинтарі Кір'ят Шауль в Тель-Авіві. У нього залишилась дружина Сара та єдиний син Ювала. Після смерті чоловіка Сара займалася розповсюдженням його пісень. Вона була ініціатором видання двох збірок його віршів — «Ще одна пісня» та «Лейла Лайла». Крім того, був створений пісенний альбом «Layla Layla», який містить 43 пісні на 2 компакт-дисках.
Його архів зберігається в музичному відділі Національної бібліотеки Ізраїлю в Єрусалимі.

## Пісні
- Лейла, Лейла
- Шней Шошанім («Дві троянди»)
- Що говорять твої очі?